# Zent Abtsteinach
Die Zent Abtsteinach war ein Verwaltungs- und Gerichtsbezirk von Kurmainz und zeitweise der Kurpfalz und entwickelte sich wohl erst im 14. oder 15. Jahrhundert auf dem ehemaligen Gebiet des Reichsklosters Lorsch. Der Sitz von Gericht und Verwaltung waren das heutige Ober- und später Unter-Abtsteinach im Odenwald. 1782 wurde die Zent dem Amt Fürth unterstellt, das Teil des Oberamtes Starkenburg war. Dieses ging 1803 an Hessen. Dort wurde das Amt Fürth im Rahmen einer Verwaltungsreform 1821 aufgelöst und ging im Landratsbezirk Lindenfels auf. Die Gerichtsbarkeit, die jetzt erstmals unabhängig von der Verwaltung war, ging zum gleichen Zeitpunkt auf das Landgericht Fürth über.

## Geschichte

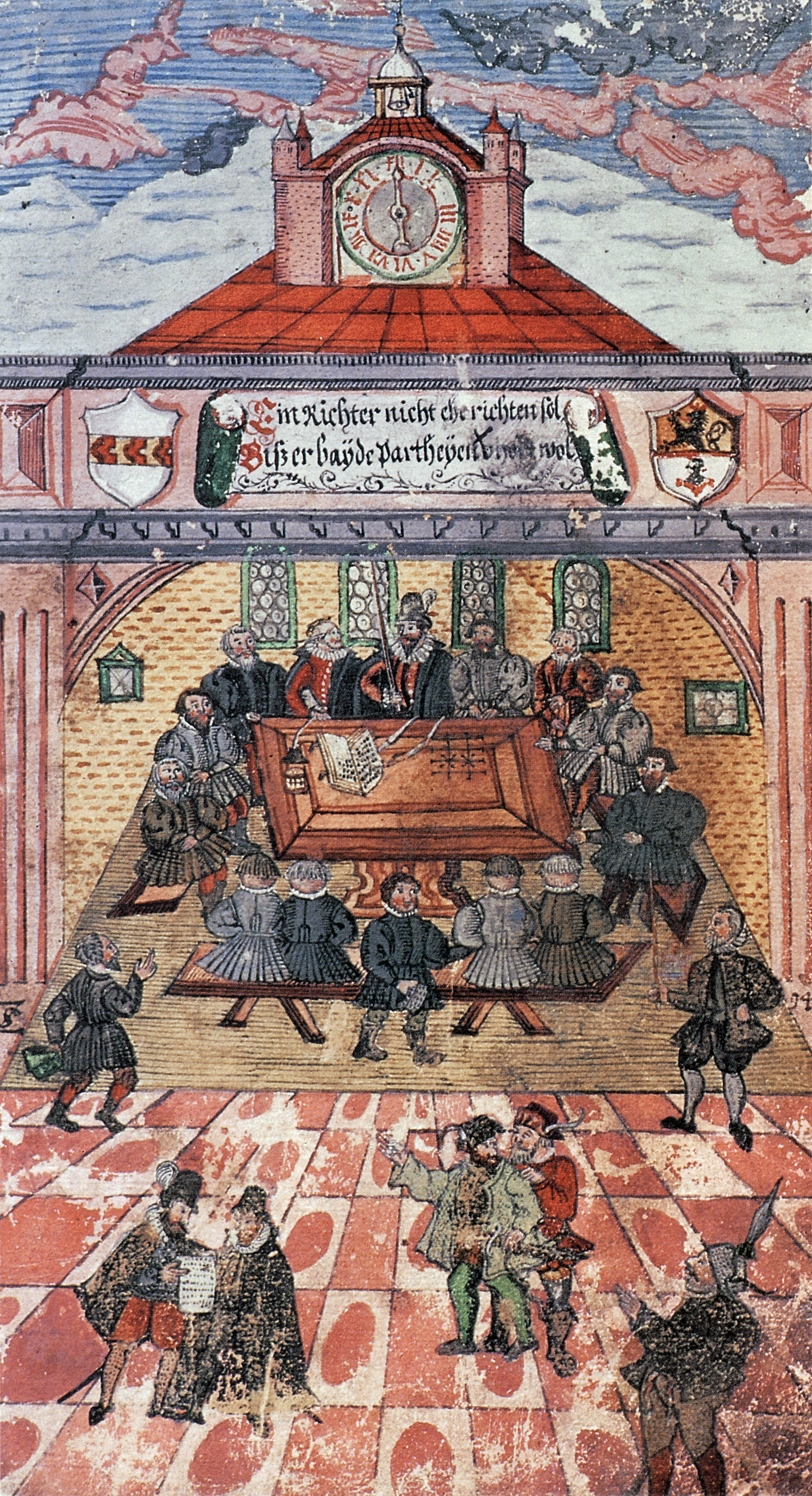
Die Zeichnung aus dem Gerichtsbuch des Vogtes Sebastian Zollner (1589/96) zeigt das Zentgericht in Memmelsdorf (östlich Bambergs) bei einer Verhandlung

Die Funktion der Zenten als Verwaltungseinheit war vielfältig und veränderte sich im Laufe der Zeit. Immer war die Zent mit einer Gerichtsbarkeit verbunden, die durch das Zentgericht ausgeübt wurde. Üblicherweise fungierte bei den Verhandlungen der Zentgraf als Vorsitzender, das Urteil wurde aber von Schöffen gesprochen. Aber auch andere Verwaltungsaufgaben wie die Rekrutierung von militärischen Einheit, die Festlegung und Überwachung von Maßeinheiten, die Unterhaltung von Richtplätzen, die Verwaltung der Dominalien (Kellerei), die Verpflegung von Amtspersonen und anderes mehr wurde der Zent auferlegt und durch den Zentgrafen organisiert und überwacht.
Die erste urkundliche Erwähnung von Abtsteinach findet sich 1012 im Lorscher Codex als Besitzung des Klosters Lorsch. Das Flüsschen Steinach wurde bereits 744 in der Beschreibung der Heppenheimer Mark, die einen Verwaltungsbezirk des Frankenreichs bezeichnete, erwähnt. 773 machte Karl der Große die Heppenheimer Mark dem Reichskloster zum Geschenk und stärkte so dessen Position gegen die angrenzenden Bistümer Mainz und Worms. Als dann am 12. Mai 1012 in Bamberg König Heinrich II. auf Bitten des Lorscher Abts Bobbo den Forst- und Wildbann innerhalb der Mark Michelstadt und der Mark Heppenheim dem Kloster Lorsch auf ewig verlieh, erfolgte dies vor allem mit dem Ziel, die Urbanisierung des vorderen Odenwaldes, der damals noch weitgehend aus Urwald bestand, voranzutreiben. Der Blütezeit des Klosters Lorsch folgte dessen Niedergang im 11. und 12. Jahrhundert und im Jahr 1232 wurde es dem Erzbistum Mainz unterstellt.
Mit der Verpfändung der kurmainzischen Gebiete an der Bergstraße und im Odenwald an Kurpfalz im Jahr 1461, infolge der Mainzer Stiftsfehde, wurde die Zent Teil des pfälzischen Herrschaftsgebietes, in dem 1556 die Reformation eingeführt und das Kloster Lorsch 1564 aufgelöst wurde. Die Pfälzer Herrschaft dauerte aber nur bis zum Dreißigjährigen Krieg (1618–1648), in dessen Verlauf spanische Truppen die Region eroberten und die Kurmainzer Herrschaft wieder herstellten. Dadurch wurde der durch die Pfalzgrafen eingeführte evangelische Glaube weitgehend wieder rückgängig gemacht und die Bevölkerung musste zum katholischen Glauben zurückkehren. Mit dem Westfälischen Frieden wurde die Rückgabe der verpfändeten Gebiete an Kurmainz endgültig festgeschrieben.
Der Umfang der Zent wurde erstmals 1590 beschrieben und aus dem Jahr 1459 ist die Ernennung eines Schultheißen durch den Erzbischof Diether von Mainz überliefert. Aus dem Jahr 1648 ist bekannt, dass die Blutgerichtsbarkeit durch die Absteinacher Zent ausgeübt wurde und 1654 tagt das Zentgericht in Unter-Abtsteinach. Diese hat aber jetzt nur noch die Niedere Gerichtsbarkeit (Halbgericht), während die hohe und niedere Jurisdiction sowie Gebot und Verbot bei Mainz lagen.
Im Jahr 1782 führte Kurmainz im Bezirk der Kurmainzer Amtskellerei Heppenheim eine Verwaltungsreform durch, mit der in Fürth eine Amtsvogtei eingerichtet wurde, der auch die Zent Abtsteinach unterstellt wurde. Dadurch musste die Zent ihre Befugnisse weitgehend abgeben. Zwar blieb die Zentordnung mit dem Zentschultheiß formal bestehen, dieser konnte jedoch nur noch die Anordnungen der übergeordneten Behörden (Oberamt Starkenburg, Unteramt Fürth) ausführen. Rechnungen der Zent wurden noch bis ins Jahr 1826 ausgestellt.
Die Kurmainzer Zeit endete 1803, als mit den Napoleonischen Kriegen das Heilige Römische Reich (Deutscher Nation) unterging und mit der Auflösung von Kurmainz das Oberamt Starkenburg an Hessen fiel. Das Amt Fürth wurde in der Landgrafschaft Hessen-Darmstadt und ab 1806 im neu gegründeten Großherzogtum Hessen weitergeführt, bis es mit der Verwaltungsreform von 1821/22 im Landratsbezirk Lindenfels aufging. Im Rahmen dieser Reform wurden auch, erstmals von der Verwaltung unabhängige, Landgerichte geschaffen deren Bezirke sich mit dem Landratsbezirk übereinstimmte. Als Sitz für das neue Landgericht wurde Fürth bestimmt. Der Oberhof und das Appellationsgericht des Landgerichts Fürth war das Hofgericht in Darmstadt.

## Umfang der Zent
Aus den Jahren 1590 und 1613 ist eine Beschreibung mit den Orten der Zent bekannt. Demnach gehörten zur Zent die Orte:
- Ober- und Unter-Abtsteinach
- Hartenrod
- Kocherbach
- Lützelbach (heute als Litzelbach ein Ortsteil von Grasellenbach)
- Aschbach
- Waldgadern (heute als Gadern ein Ortsteil von Wald-Michelbach)
- Dürr-Ellenbach
- Lichtenklingen (heute nur die Ruine der ehemaligen Wallfahrtskirche erhalten)
- Löhrbach
- Trösel

Im Jahr 1654 wurde der Umfang der Zent beschrieben als:
- Abtsteinach
- Trösel
- Löhrbach
- Hartenrod und zugehörige Dörfer (Hardenroder Gericht)
- neun Höfe in Waldmichelbach

Eine weitere Aufzählung stammt aus der von Historisch-topographisch-statistische Beschreibung des Fürstenthums Lorsch, oder Kirchengeschichte des Oberrheingaues von 1812:
- Ober- und Unter-Abtsteinach
- Trössel (Trösel)
- Flockenbach; auch Unterflockenbach
- Georgsheim oder Gorxheim
- Kunzenbach; bzw. Nieder- oder Unter-Kunzenbach (Kunzenbach ist heute eine Siedlung in der Gemarkung Gorxheim)
- Löhrbach
- Eichelberg (heute Eichelberger Höfe in der Gemarkung Unter-Flockenbach),
- Das Hardenroder Gericht; Schulzengericht mit sieben Ortschaften und 9 Höfen:
  - Hartenrod
  - Gadern
  - Kocherbach
  - Aschbach
  - Dürr-Ellenbach
  - Lützelbach (heute als Litzelbach ein Ortsteil von Grasellenbach)
  - Buchklingen
  - neun Höfe in Waldmichelbach (»Die Waldmicheibacher neun Höfe sind ein Theil des Fleckens Waldmichelbach, welche von dem Kloster Lorsch oder den Erzbischöfen von Mainz an die Grafen von Rirneck als Lehn, und von diesen an die Herrn von Weiler als Aflerlehen vergeben wurden. In der Folge kamen solche an das Erzstift Mainz zurück, jedoch nicht ohne große Widersprüche der Kurfürsten von der Pfalz, welche die Vogtei über diese Höfe prätendirten. Diese Streitigkeiten haben aber nun ihre Endschaft erreicht. Gedachte Höfe liegen nicht beisammen sondern über ein ganze Stunde von einander.«)

## Zentgrafen
Aus der Zeit nach 1650 sind die Namen der Zentgrafen überliefert, die in dieser Zeit nicht mehr durch den Adel besetzt waren.
- 1675 – Lenhart Jost
- 1676 – Conradt Weeber (Anwaldt, Centgraf)
- 1792 – Leonhart Schmitt (Centschultheiß)